# Sovjetski vojni zločini
Sovjetski vojni zločini in zločini proti človeštvu, so bili zločini, ki jih je storila Sovjetska zveza in njene oborožene sile, od leta 1919 do razpada države leta 1991, kar vključuje dejanja, ki jih je storila Rdeča armada (pozneje imenovano sovjetska armada), kot tudi dejanja, ki jih je storila sovjetska tajna policija NKVD. V nekaterih primerih so bila ta dejanja storjena na ukaz sovjetskega diktatorja Josifa Stalina, v skladu s politiko zgodnjega sovjetskega obdobja in rdečega terorja, ki ga je izvajal Vladimir Lenin. V drugih primerih so bila dejanja storjena brez ukazov s strani sovjetskih vojakov proti vojnim ujetnikom in civilistom iz držav, ki so bile okupirane v spopadih z Sovjetsko zvezo, ali pa so bila storjena v času partizanskega gibanja.  
Precejšnje število takšnih zločinov se je zgodilo v Severni, Srednji in Vzhodni Evropi v zadnjem času pred, med in po drugi svetovni vojni, kar vključuje usmrtitve in množične poboje vojnih ujetnikov, kot je Katinski pokol in množična posilstva s strani vojakov Rdeče armade na zasedenih ozemljih.
Ko so zavezniške sile ustanovile povojno Mednarodno vojaško sodišče, da bi preučili vojne zločine, storjene v času spopadov s strani nacistične Nemčije, so z uradniki iz Sovjetske zveze aktivno sodelovali v sodnih postopkih. Leta 1990 in 2000 so sojenja za nekatere vojne zločine, ki so potekala v baltskih državah, privedla do pregona ruskih državljanov zaradi zločinov proti človeštvu, storjenih med ali kmalu po drugi svetovni vojni, vključno z usmrtitvami ali pregonom civilistov. Danes se ruska vlada ukvarja predvsem z preučevanjem zločinov. Ruski mediji navajajo zločine proti človeštvu in vojne zločine kot zahodni mit. V ruskih šolskih učbenikih zgodovine so grozodejstva spremenila pozitivno prikazovanje Sovjetov. Leta 2017 je ruski predsednik Vladimir Putin priznal grozote stalinizma, vendar je hkrati tudi kritiziral pretirano demonizacijo Stalina s strani "ruskih sovražnikov".
Evropski parlament je v resoluciji ob 80. obletnici začetka druge svetovne vojne izrazil zaskrbljenost nad prizadevanji sedanjega ruskega vodstva, ker naj bi zamolčalo zločine, ki jih je storil sovjetski totalitarni režim.

## Pred drugo svetovno vojno

### Prva sovjetska leta
Po oktobrski revoluciji leta 1917 je prve množične poboje in javne usmrtitve ter pošiljanje ljudi v koncentracijska taborišča za prisilno delo prvi začel izvajati Vladimir Lenin. Na njegovo pobudo je bila ustanovljena tajna policija ČEKA, namenjena za aretacijo političnih nasprotnikov. Zaradi tega so bili v letu 1918 izvedeni številni atentati, da bi Lenina odstranili s položaja. Po zadnjem neuspešnem atentatu so kot rezultat tega Leninovi boljševiki septembra 1918 začeli izvajati Rdeči teror, v katerem so pobili številne civiliste. To je bila prva kampanja, ki je izvedla prve zločine in prva, izvedena v času sovjetskega obdobja ter je trajala vse do konca ruske državljanske vojne leta 1922. V tem času je Sovjetsko zvezo prizadela tudi prva katastrofalna lakota, ki je ubila okrog 4 milijone ljudi in je nastala predvsem kot posledica Leninove totalitarne politike. 
6. februarja 1922 je bila ČEKA preimenovana v NKVD. NKVD je bila namenjena za zaščito državne varnosti Sovjetske zveze, ki je bila dosežena z obsežnim političnim preganjanjem "razrednih sovražnikov". Rdeča armada je pogosto dala podporo NKVD pri izvajanju politične represije. NKVD je bila posebej odgovorna tudi za ohranjanje komunističnega režima in delovanja koncentracijskih taborišč Gulag ter izvajanja množične deportacije in prisilne preselitve.
Januarja 1924 je po Leninovi smrti vodenje Sovjetske zveze prevzel Josif Stalin. Pod njegovo vladavino se je nadzor nad narodom še bolj povečal. Do leta 1927 je vladavina v državi postala totalitarna. Leta 1932 je Sovjetsko zvezo prizadela druga, še hujša lakota, ki se velikokrat imenuje tudi holodmor. Ta lakota je ubila več kot 6 miljonov ljudi in je bila posledica predvsem politike kolektivizacije ter zaplembe žita z strani Stalinovih sodelavcev. Da bi odstranil svoje politične nasprotnike, je Stalin leta 1936 izvedel veliko čistko, v kateri so komunisti usmrtili tudi veliko članov iz sovjetske komunistične partije. Čistka se je končala leta 1938, pri tem pa je bilo pobitih 1,4 milijona ljudi. 

## Druga svetovna vojna
Vojni zločini sovjetskih oboroženih sil nad civilisti in vojnimi ujetniki na ozemljih, ki jih je zasedla Sovjetska zveza med leti 1939 in 1941 v regijah, vključno zahodno Ukrajino, baltskimi državami in Besarabijo v Romuniji, skupaj z vojnimi zločini v letih 1944-1945, so bili v delu razprave v teh državah. Od razpada Sovjetske zveze, je prišla bolj sistematična, lokalno nadzorovana razprava o teh dogodkih.
Ko se je Rdeča armada po nemškem napadu leta 1941 umaknila, so Nemci razširili raziskavo o sovjetskih vojnih zločinih. Zočine so raziskali tako sodelavci z Nemčijo in člani anti-komunističnega odporniškega gibanja, kot so bile uporniške vojske (UPA) v Ukrajini, Forest Brothers v Estoniji, Latviji in Litvi, in poljsko Armia Krajowa. NKVD je po naročilu Stalinovega sodelavca Lavrentija Berije izvedla tudi Katinski pokol, v katerem so komunisti pobili več kot 20.000 poljskih vojaških uradnikov in drugih zapornikov, vključno z več civilisti. 
Sovjeti so izvedli tudi bombne napade med invazijo na Xinjiang. Med napadi so ubili največ civilistov.

### Estonija
V skladu s paktom Molotov-Ribbentrop je Estonijo 6. avgusta 1940 priključila Sovjetska zveza in jo preimenovala v Estonsko Sovjetsko Socialistično republiko. Estonska vojska je bila poražena, njeni častniki pa so bili deportirani in usmrčeni. Leta 1941 je bilo okoli 34.000 Estoncev vpoklicanih v Rdečo armado, od katerih jih je manj kot 30 % preživelo vojno. Nič več kot polovica teh moških je bila uporabljena za služenje vojaškega roka. Preostale so poslali v koncentracijska taborišča, kjer jih je umrlo okoli 12.000, predvsem v prvih mesecih vojne. Potem ko je postalo jasno, da bo nemška invazija na Estonijo uspešna, je NKVD usmrtila politične zapornike, ki jih ni bilo mogoče evakuirati, da ne bi mogli vzpostaviti stika z nacistično vlado. Več kot 300.000 državljanov Estonije, skoraj tretjina takratnega prebivalstva, je bilo prizadetih zaradi deportacij, aretacij, usmrtitev in drugih dejanj, povezanih z zatiranjem. Zaradi sovjetske okupacije je Estonija trajno izgubila najmanj 200.000 ljudi ali 20 % svojega prebivalstva zaradi zatiranja, eksodusa in vojne.
Sovjetske politične represije v Estoniji so naletele na oborožen odpor pripadnikov v gozdu, ki so jih sestavljali nekdanji naborniki nemške vojske in prostovoljci finskega pehotnega polka 200, ki so se borili v gverilski vojni, ki je bila popolnoma zatrta šele v poznih petdesetih letih prejšnjega stoletja. Poleg pričakovanih človeških in materialnih škod, ki so jih utrpele zaradi spopadov, je ta spopad vse do konca pripeljal do deportacije več deset tisoč ljudi, več sto političnih zapornikov in na tisoče civilistov je zaradi tega izgubilo življenje. 
Stalinizem je povzročil petkrat več smrtnih žrtev med Estonci kot pa Hitlerjeva vladavina.

#### Množične deportacije
14. junija 1941 in naslednja dva dni je bilo od 9.254 do 10.861 ljudi, večinoma mestnih prebivalcev, od tega več kot 5.000 žensk in več kot 2.500 otrok, mlajših od 16 let in 439 Judov (več kot 10 % estonskega judovskega prebivalstva) deportiranih, večinoma v Kirovsko, Novosibirsko regijo ali v zapore. Deportacije so potekale pretežno v Sibirijo in Kazahstanu, z železniškimi živinskimi vagoni, brez predhodne najave, medtem ko so deportirani imeli v najboljšem primeru ponoči nekaj ur časa, da so spakirali svoje najpomembnejše stvari in se ločili od družine. Estonci, ki so živeli v Leningradski regiji, so bili že leta 1935 deportirani.

#### Uničevalni bataljoni
Leta 1941 so bili za izvajanje Stalinove zločinske politike, na požganih zemljah ustanovljeni uničevalni bataljoni v zahodnih regijah Sovjetske zveze. V Estoniji so ubili na tisoče ljudi, vključno z velikim deležem žensk in otrok, medtem ko so požgali na desetine vasi, šol in javnih zgradb. Šolarju po imenu Tullio Lindsaar, so komunisti zlomili vse kosti na rokah, nato pa so ga sistematično mučili, ker je dvignil zastavo Estonije, nato pa so ga dokončno usmrtili. Mauricius Parts, sin veterana estonske osamosvojitvene vojne Karla Partsa, so komunisti polili s kislino, ki ga je razžrla. Avgusta 1941 so bili ubiti vsi prebivalci vasi Viru-Kabala, vključno z dveletnim otrokom in šestdnevnim dojenčkom. Kot odgovor na grozodejstva uničevalnih bataljonov je izbruhnila partizanska vojna, na desetine tisoč moških pa so zgradili gozdne zaščite, da bi zaščitili lokalno prebivalstvo pred temi bataljoni. Občasno so jih bataljoni živo sežgali. Uničevalni bataljoni so v Estoniji ubili 1850 ljudi. Skoraj vsi so bili partizani ali neoboroženi civilisti.
Drug primer dejanj, ki so jih storili uničevalni bataljoni, je pokol v Kautli, kjer je bilo pobitih dvajset civilistov in uničenih na desetine kmetij. Veliko ljudi so najprej mučili, potem, pa so jih ubili. Nizko število človeških žrtev v primerjavi s številom požganih kmetij je posledica tega, da je izvidniška skupina Erna na dolgem dosegu prekinila blokado Rdeče armade na tem območju in omogočila pobeg številnim civilistom.

### Latvija
V skladu z paktom Ribbentrop-Molotov je bila Latvija vključena v sovjetsko okupirano področje. 17. junija 1940 so Latvijo zasedle sovjetske sile. Vlada Kārlisa Ulmanisa je bila odstavljena in 21. junija 1940 so bile izvedene nove nepoštene in nedemokratične volitve na seznamu samo ene stranke, ki je "izvolila" lažni parlament, ki je sprejel resolucijo o pridružitvi Sovjetski zvezi, pri čemer je bila resolucija že sestavljena v Moskvi pred volitvami. Latvija je 5. avgusta postala del Sovjetske zveze, 25. avgusta pa so vsi ljudje v Latviji postali državljani Sovjetske zveze. Ministrstvo za zunanje zadeve je bilo zaprto in komunisti so Latvijo izolirali od preostalega sveta.
14. junija 1941 so na tisoče ljudi odpeljali z domov, jih naložili na tovorne vlake in odpeljali v koncentracijska taborišča v Sibiriji. Cele družine, ženske, otroke in starejše so pošiljali v delovna taborišča v Sibiriji. Zločin je storil sovjetski okupacijski režim po ukazu visokih oblasti v Moskvi. Ljudski komisariat je pred deportacijo ustanovil operativne skupine, ki so izvajale aretacije, preiskave in zasege premoženja. Aretacije so potekale v vseh delih Latvije, vključno s podeželskimi območji.

### Litva
Litva in druge baltske države so postale žrtev pakta Molotov-Ribbentrop. Najprej je sporazum vodila k napadu Rdeče armade v Litvo 15. junija 1940, nato pa k njeni priključitvi in vključitvi v Sovjetsko zvezo 3. avgusta 1940. Sovjetska aneksija je povzročila množični teror, zanikanje državljanskih svoboščin, uničenje gospodarskega sistema države in zatiranje litovske kulture. Med letoma 1940 in 1941 je bilo na tisoče Litovcev aretiranih, na stotine političnih zapornikov pa samovoljno usmrčenih. Več kot 17.000 ljudi je bilo junija 1941 deportiranih v koncentracijska taborišča v Sibiriji. Po nemškem napadu na Sovjetsko zvezo je bil nastajajoči sovjetski politični aparat uničen ali pa se je umaknil proti vzhodu države. Litvo je nato za več kot tri leta okupirala nacistična Nemčija. Leta 1944 je Sovjetska zveza ponovno okupirala Litvo. Po drugi svetovni vojni in kasnejšem zatiranju litovskih gozdnih upornikov so sovjetske komunistične oblasti usmrtile na tisoče odporniških borcev in civilistov. Približno 300.000 Litovcev je bilo iz političnih razlogov deportiranih ali obsojenih na prisilno delo v koncentracijskih taboriščih. Ocenjuje se, da je Litva zaradi sovjetske okupacije izgubila skoraj 780.000 državljanov, od tega je bilo okoli 440.000 vojnih beguncev.
Ocenjeno število smrtnih žrtev v sovjetskih zaporih in taboriščih med letoma 1944 in 1953 je bilo najmanj 14.000. Ocenjeno število smrtnih žrtev med izgnanci med letoma 1945 in 1958 je bilo 20.000, vključno s 5.000 otroki.

### Poljska

#### 1939—1941
Septembra 1939 je Rdeča armada napadla vzhodno Poljsko in jo zasedla v skladu s tajnimi protokoli pakta Molotov-Ribbentrop. Sovjeti so kasneje na silo zasedli baltske države in dele Romunije, vključno z Besarabijo in severno Bukovino. 
Nemški zgodovinar Thomas Urban je zapisal, da je bila sovjetska politika do ljudi, ki so padli pod njihov nadzor na okupiranih območjih, brutalna, kar kaže na elemente etničnega pobijanja. Delovne skupine NKVD so sledile Rdeči armadi, da bi odstranile "sovražne elemente" z osvojenih ozemelj v tako imenovani "revoluciji z obešanjem". Številni civilisti so poskušali pobegniti pred vojaškimi akcijami sovjetske NKVD; tiste, ki niso uspeli pobegniti, so zadržali v priporu, nato pa jih deportirali v Sibirijo in zaprli v Gulage.

Mučenje se je v različnih zaporih uporabljalo v širokem obsegu, zlasti v tistih zaporih, ki so bili v majhnih mestih. V Bobrki so ujetnike poparili z vrelo vodo; v Przemyslanyju so ljudem odrezali nosove, ušesa in prste ter jim izpulili tudi oči; v Czortkówu so sojetnicam odrezali prsi; in v Drohobyczu so žrtve porezali z bodečo žico. Podobna grozodejstva so se zgodila v Samboru, Stanisławówu, Stryju in Złoczówu. Zgodovinar in profesor Jan T. Gross je izjavil:
Ne moremo se izogniti zaključku: sovjetski državni varnostni organi so svoje ujetnike mučili ne le za priznanje lažnih dejanj, ampak tudi za smrt. Ne, da je imela NKVD v svojih vrstah zaposlene, ki so skrbeli za to; prej je izvajala velik in sistematičen postopek. 

— Jan T. Gross
Po mnenju sociologa, prof. Tadeusza Piotrowskega, je bilo v letih od 1939 do 1941 skoraj 1,5 milijona ljudi (vključno z lokalnimi prebivalci in begunci iz Poljske, ki so jo okupirali Nemci) deportiranih iz območij nekdanje vzhodne Poljske pod komunističnim nadzorom globoko v Sovjetsko zvezo, od tega 58,0 % Poljakov, 19,4 % Judov in preostalih drugih etničnih narodnosti. Le malo teh deportirancev se je po vojni vrnilo domov. Po mnenju ameriškega profesorja Carrolla Quigleyja je bila umorjena najmanj ena tretjina od 320.000 poljskih vojnih ujetnikov, ki jih je Rdeča armada leta 1939 zaprla.
Ocenjuje se, da je bilo v nekaj dneh po nemškem napadu na Sovjete 22. junija 1941, ubitih od 10 do 35 tisoč zapornikov v zaporih ali na zaporniški sledi Sovjetske zveze, kar vključuje zapore Brygidki, Zolochiv, Dubno, Drohobych.

#### 1944—1945
Na Poljskem so se nemška nacistična grozodejstva končala konec leta 1944, vendar jih je nadomestilo sovjetsko zločinsko zatiranje z napredovanjem sil Rdeče armade. Sovjetski vojaki so se pogosto ukvarjali z ropanjem, posilstvom in drugimi zločini nad Poljaki, zaradi česar se je prebivalstvo balo in sovražilo sovjetski režim.
Vojake poljske domobranske vojske (Armia Krajowa) so ruske sile samoumevno preganjale in zapirale. Večina žrtev je bila deportirana v gulage v regiji Donetsk. Samo leta 1945 je število pripadnikov poljske podzemne države, ki so bili deportirani v Sibirijo in različna delovna taborišča v Sovjetski zvezi, doseglo število 50.000. Enote Rdeče armade so izvajale zločine proti poljskim partizanom in civilistom. Med lovom na Augustów leta 1945 je bilo ujetih več kot 2000 Poljakov in približno 600 jih je domnevno umrlo v sovjetskem priporu.Običajna sovjetska praksa je bila obtoževati svoje žrtve, da so fašisti, da bi upravičili obsojanje na smrtno kazen. Vsa sprevrženost te sovjetske taktike je bila v tem, da so se praktično vsi obtoženi v resnici borili proti silam nacistične Nemčije od septembra 1939. Takrat so Sovjeti še več kot 20 mesecev pred operacijo sodelovali z nacistično Nemčijo. Ravno zato so te vrste Poljakov ocenili, da so se bili sposobni upreti Sovjetom, na enak način, kot so se uprli nacistom. Po vojni je bil pod Poljsko Ljudsko republiko uveden bolj dodelan videz pravice, ki so jo organizirali Sovjeti v obliki lažnih sojenj. Te so bile organizirane po aretaciji žrtev na podlagi lažnih obtožb s strani NKVD ali drugih varnostnih organizacij pod sovjetskim nadzorom, kot je Ministrstvo za javno varnost. Izrečenih je bilo najmanj 6000 političnih smrtnih obsodb, večina pa jih je bila izvršenih. Ocenjuje se, da je v sovjetskih zaporih umrlo več kot 20.000 ljudi. Med njimi sta bila tudi Witold Pilecki in Emil August Fieldorf.
Odnos sovjetskih vojakov do etničnih Poljakov je bil boljši od odnosa do Nemcev, vendar ni bil povsem boljši. Obseg posilstva poljskih žensk leta 1945 je povzročil pandemijo spolno prenosljivih bolezni. Čeprav je o skupnem številu žrtev še veliko ugibanja, poljski državni arhiv in statistika ministrstva za zdravje kažejo, da bi lahko preseglo 100.000. V Krakovu so sovjetski vstop v mesto spremljala množična posilstva poljskih žensk in deklet ter ropanje zasebne lastnine s strani vojakov Rdeče armade. To vedenje je doseglo tako razsežnost, da so celo poljski komunisti, ki jih je postavila Sovjetska zveza, napisali protestno pismo samemu Josipu Stalinu, medtem ko so bile organizirane cerkvene maše, da bi molili za sovjetski umik.  
Rdeča armada je bila vključena tudi v množično ropanje na osvobojenih ozemljih.

### Finska
Med letoma 1941 in 1944 so sovjetske partizanske enote izvajale napade globoko na finsko ozemlje in napadale vasi in druge civilne cilje. Novembra 2006 so finske oblasti odstranile tajnost fotografij, ki prikazujejo sovjetska grozodejstva. Ti vključujejo slike umorjenih žensk in otrok. Partizani so svoje vojaške in civilne ujetnike običajno usmrtili po manjšem zaslišanju.
Rdeča armada je zajela okoli 3500 finskih vojnih ujetnikov, od tega pet žensk. Njihova umrljivost je ocenjena na približno 40 odstotkov. Najpogostejši vzroki smrti so bili lakota, mraz in zatiralski prevoz.

### Sovjetska zveza
9. avgusta 1937 je NKVD sprejela ukaz za "subverzivne dejavnosti poljskih obveščevalnih služb" v Sovjetski zvezi, vendar je bil ukaz pozneje razširjen še na Latvijce, Nemce, Estonce, Fince, Grke, Irance in Kitajce.

#### Deportacija kulakov
Veliko število kulakov, ne glede na njihovo narodnost, je bilo preseljenih v Sibirijo in Srednjo Azijo. Po podatkih iz sovjetskih arhivov, ki so bili objavljeni leta 1990, je bilo v letih 1930 in 1931 v delovne kolonije in taborišča poslanih 1.803.392 ljudi, na cilj pa jih je prispelo 1.317.022 deportiranih. Deportacije v manjšem obsegu so se nadaljevale po letu 1931. Podatki iz sovjetskih arhivov kažejo, da je bilo od leta 1930 do 1934 deportiranih 2,4 milijona Kulakov. Navedeno število kulakov in njihovih sorodnikov, ki so umrli v delovnih kolonijah od leta 1932 do 1940, je bilo 389.521. Simon Sebag Montefiore je ocenil, da je bilo do leta 1937 izgnanih 15 milijonov kulakov in njihovih družin, med deportacijo pa je umrlo veliko ljudi. Točno število žrtev ni znano.

#### Umik sovjetskih sil leta 1941
Deportacije, usmrtitve političnih zapornikov ter sežiganje živil in vasi so se zgodili, ko se je Rdeča armada umaknila pred silami osi leta 1941. V baltskih državah, Belorusiji, Ukrajini in Besarabiji so NKVD in pridružene enote Rdeče armade pobile zapornike in politične nasprotnike, preden so pobegnili pred napredujočimi silami osi..

#### Deportacija Grkov
Deportacija Grkov v Sovjetski zvezi je potekala postopoma: sprva so oblasti zaprle grške šole, kulturna središča in založbe. Nato je leta 1942, 1944 in 1949 NKVD neselektivno aretirala vse Grke, stare 16 let ali več. Vse Grke, ki so bili premožni ali samozaposleni, so najprej iskali za kazenski pregon. To je prizadelo predvsem priseljene Grke in druge manjšine v Krasnodarskem okraju in ob obali Črnega morja. Po eni oceni je bilo deportiranih okoli 50.000 Grkov.
25. septembra 1956 je bila sprejeta odredba MVD št. 0402, ki je določala odpravo omejitev do izgnanih ljudstev v posebnih naseljih. Nato so se sovjetski Grki začeli vračati na svoje domove ali pa so emigrirali v Grčijo.

#### Deportacija Kalmikov
Med deportacijami Kalmikov leta 1943, pod kodnim imenom Operacija Ulussy (Operation "Ulusy"), so bile med deportacijami večinoma ljudje kalmiške narodnosti v Sovjetski zvezi in Rusinje, poročene s Kalmiki, vendar brez Kalmikov. Približno polovica vseh (97-98.000) Kalmikov, deportiranih v Sibirijo, je umrla, preden so se leta 1957 lahko vrnili domov.

#### Deportacija krimish Tatarov
Po umiku Wehrmachta s Krima je NKVD 18. maja 1944 s polotoka deportirala okoli 200.000 krimskih Tatarov.

#### Deportacija ingrskih Fincev
Do leta 1939 se je število ingrsko-finskega prebivalstva zmanjšalo na približno 50.000, kar je bilo približno 43 % števila prebivalcev iz leta 1928, in nacionalno okrožje Ingrskih Fincev je bilo ukinjeno. Po nemški invaziji na Sovjetsko zvezo in začetku invazije na Leningrad, je bilo v začetku leta 1942 vseh 20.000 Ingrinskih Fincev, ki so ostali na ozemlju pod sovjetskim nadzorom, deportiranih v Sibirijo. Večina Ingrskih Fincev skupaj z Votijci in Ižori, ki so živeli na ozemlju, ki so ga okupirali Nemci, je bila evakuirana na Finsko v letih 1943–1944.  Potem, ko je Finska zahtevala premirje, je bila prisiljena vrniti evakuirane osebe. Sovjetske oblasti niso dovolile 55.733 ljudem, ki so bili izročeni, da se vrnejo nazaj v Ingrijo, in so jih namesto tega deportirali v osrednje regije Rusije. Glavne regije prisilne naselitve ingrinskih Fincev so bila notranja območja Sibirije, osrednje Rusije in Tadžikistana.

#### Deportacija Čečencev in Ingušov
V letih 1943 in 1944 je sovjetska vlada več celih etničnih skupin obtožila kolaboracije Osi. Za kazen je bilo več celih etničnih skupin deportiranih, večinoma v Srednjo Azijo in Sibirijo v delovna taborišča. Evropski parlament je deportacijo Čečencev in Ingušov, kjer je umrla približno četrtina ljudi, leta 2004 razglasil za genocid in zapisal:
Deportacija celotnega čečenskega ljudstva v Srednjo Azijo 23. februarja 1944 po Stalinovem ukazu predstavlja dejanje, ki se šteje za genocid, v smislu Četrte haaške konvencije iz leta 1907 in Konvencije o preprečevanju in zatiranju zločina genocida, ki ga je Generalna skupščina ZN sprejela 9. decembra 1948.

### Nemčija
Po mnenju zgodovinarja Normana Naimarka so bile izjave v sovjetskih vojaških časopisih in ukazi sovjetskega vrhovnega poveljstva skupno odgovorni za zločine Rdeče armade. Propaganda je razglašala, da je Rdeča armada vstopila v Nemčijo kot maščevalec, da bi kaznovala vse Nemce.
Nekateri zgodovinarji temu oporekajo in se sklicujejo na odredbo, izdano 19. januarja 1945, ki je zahtevala preprečevanje slabega ravnanja s civilisti. Ukaz vojaškega sveta 1. beloruske fronte, ki ga je podpisal maršal Rokossovski, je odredil streljanje roparjev in posiljevalcev na kraju zločina. V ukazu, ki ga je Stavka izdala 20. aprila 1945, je bilo zapisano, da je treba ohraniti dobre odnose z nemškimi civilisti, da bi zmanjšali odpor in hitreje končali sovražnosti.

#### Množične usmrtitve civilistov
Med drugo svetovno vojno so sovjetski vojaki večkrat požgali stavbe, vasi ali dele mest in uporabili smrtonosno silo proti domačinom, ki so poskušali pogasiti požare. Večina grozodejstev Rdeče armade se je zgodila le na lokacijah, ki so bile imenovane za sovražno ozemlje. Vojaki Rdeče armade so skupaj s pripadniki NKVD v letih 1944 in 1945 pogosto izropali nemške transportne vlake na Poljskem.
Za Nemce je nacistična vlada odložila organizirano evakuacijo civilistov pred napredujočo Rdečo armado, da ne bi demoralizirala čet, ki so se do zdaj borile v svoji državi. Nacistična propaganda, ki je bila prvotno namenjena krepitvi civilnega odpora z opisovanjem krvavih in olepšanih grozodejstev Rdeče armade, kot je pokol v Nemmersdorfu, je pogosto povzročila povratne posledice in povzročila paniko. Kadar koli je bilo mogoče, so lokalni civilisti takoj, ko se je Wehrmacht umaknil, na lastno pobudo začeli bežati proti zahodu. 
V begu pred napredujočo Rdečo armado je med evakuacijami umrlo veliko število prebivalcev nemških provinc Vzhodne Prusije, Šlezije in Pomeranija, nekateri zaradi mraza in lakote, nekateri med bojnimi operacijami. Pomemben odstotek tega števila žrtev pa se je zgodil, ko so evakuacijske kolone naletele na enote Rdeče armade. Civiliste so povozili tanki, jih ustrelili in na še druge načine umorili. Ženske in mlada dekleta so bila posiljena in umorjena s strani sovjetskih vojakov. 
Poleg tega so lovski bombniki sovjetskih letalskih sil izvajali bombardiranje in napade, ki so ciljali na kolone civilnih beguncev.
Čeprav so o množičnih usmrtitvah civilistov s strani Rdeče armade redko poročali v javnosti, je znan incident v Treuenbrietzenu, kjer je bilo 1. maja 1945 zbranih in ustreljenih najmanj 88 moških civilnih prebivalcev. Incident se je zgodil po slavju zmage, v katerem so bila številna dekleta iz Treuenbrietzena poslijena, neznani napadalec pa je ustrelil podpolkovnika Rdeče armade. Nekateri viri trdijo, da je bilo med incidentom ubitih kar 1000 civilistov. 
Prvi župan berlinskega okrožja Charlottenburg Walter Kilian, ki so ga po koncu vojne imenovali Sovjeti, je poročal o obsežnem ropanju z strani vojakov Rdeče armade na tem območju: »Posamezniki, veleblagovnice, trgovine, stanovanja ... vsi so bili oropani na slepo."
Na sovjetskem okupacijskem območju so člani SED poročali Stalinu, da bi lahko ropanje in posilstva sovjetskih vojakov povzročila negativno reakcijo nemškega prebivalstva na Sovjetsko zvezo in prihodnost socializma v Vzhodni Nemčiji. Stalin naj bi se jezno odzval: "Ne bom toleriral, da bi kdo vlačil čast Rdeče armade skozi blato."
V skladu s tem so bili vsi dokazi – kot so poročila, fotografije in drugi dokumenti o ropanju, posilstvu, požiganju kmetij in vasi s strani Rdeče armade – izbrisani iz vseh arhivov v bodoči NDR.
Študija, ki jo je objavila nemška vlada leta 1974, je ocenila, da je število nemških civilnih žrtev zločinov med izgonom Nemcev po drugi svetovni vojni med letoma 1945 in 1948 več kot 600.000, z okoli 400.000 smrtnimi žrtvami na območjih vzhodno od Oder in Neisse (pribl. 120.000 v dejanjih neposrednega nasilja, večinoma s strani sovjetskih čet, pa tudi s strani Poljakov, 60.000 v poljskih in 40.000 v sovjetskih koncentracijskih taboriščih ali zaporih, večinoma zaradi lakote in bolezni, in 200.000 smrti med civilnimi deportiranimi na prisilno delo Nemcev v Sovjetski zvezi), 130.000 na Češkoslovaškem (od tega 100.000 v taboriščih) in 80.000 v Jugoslaviji (od tega 15.000 do 20.000 zaradi nasilja izven taborišč in v taboriščih ter 59.000 smrti zaradi lakote in bolezni v taboriščih). Te številke ne vključujejo do 125.000 smrtnih žrtev civilistov v bitki za Berlin. Ocenjuje se, da je bilo ubitih okoli 22.000 civilistov samo med boji v Berlinu.

#### Množična posilstva
Zahodne ocene števila žrtev posilstva se gibljejo od dvesto tisoč do dva milijona. Po zimski ofenzivi leta 1945 je prišlo do množičnega posilstva z strani sovjetskih čet v vseh večjih mestih, ki jih je zavzela Rdeča armada. Ženske je med osvoboditvijo Poljske skupinsko posililo kar nekaj deset vojakov. V nekaterih primerih so bile žrtve, ki se niso skrivale v kleteh ves dan, posiljene do 15-krat. Po besedah zgodovinarja Antonyja Beevorja so sovjetske čete po zavzetju Berlina s strani Rdeče armade leta 1945 posilile nemške ženske in deklice, stare tudi komaj osem let.
Beevor je zapisal, da so vojaki Rdeče armade posilili tudi sovjetske in poljske ženske, osvobojene iz koncentracijskih taborišč.
Po besedah Normana Naimarka so po poletju 1945 sovjetski vojaki, ki so jih ujeli pri posilstvu civilistov, običajno prejeli kazni od aretacije do usmrtitve. Vendar Naimark trdi, da so se posilstva nadaljevala vse do zime 1947–48, ko so sovjetske okupacijske oblasti končno omejile vojake na strogo varovane postojanke in taborišča. Naimark je zaključil, da je »socialno psihologijo žensk in moških v sovjetskem okupacijskem območju zaznamoval zločin posilstva od prvih dni okupacije, preko ustanovitve NDR jeseni 1949, bi lahko trdili, prisotno."
Po mnenju Richarda Overyja so Rusi zavrnili priznanje sovjetskih vojnih zločinov, deloma "ker so menili, da je bilo veliko tega upravičeno kot maščevanje sovražniku in deloma zato, ker so pisali zgodovino zmagovalcev."

### Madžarska
Po besedah raziskovalca in avtorja Krisztiána Ungváryja je bilo med okupacijo Budimpešte s strani Rdeče armade, ubitih okoli 38.000 civilistov: približno 13.000 zaradi vojaške akcije in 25.000 zaradi lakote, bolezni in drugih vzrokov. V slednjo številko je vključenih približno 15.000 Judov, večinoma žrtev usmrtitev s strani nacističnih SS in Arrow Cross Party. Ungváry je zapisal, da so Sovjeti, ko so končno razglasili zmago, sprožili nasilno kampanjo, vključno z gromozansko krajo vsega, kar jim je lahko padlo v roke, naključnimi usmrtitvami in množičnimi posilitvi. Ocene števila žrtev posilstva se gibljejo od 5.000 do 200.000. Po podatkih Normana Naimarka so bila madžarska dekleta ugrabljena in odpeljana v prostore Rdeče armade, kjer so bila zaprta, večkrat posiljena in včasih tudi umorjena.
Celo osebje veleposlaništva iz nevtralnih držav je bilo zajeto in posiljeno, kot je bilo dokumentirano, ko so sovjetski vojaki napadli švedsko poslanstvo v Nemčiji.

Poročilo švicarske misije v Budimpešti opisuje vstop Rdeče armade v mesto:
Med zavzetjem Budimpešte in tudi v naslednjih tednih so ruske čete mesto prosto oropale. Vstopili so tako rekoč v vsako stanovanje, tako v najrevnejše kot v najbogatejše. Odnesli so vse, kar so želeli, predvsem hrano, oblačila in dragocenosti... vsako stanovanje, trgovino, banko itd. je bilo večkrat izropano. Pohištvo in večje umetnine itd., ki jih ni bilo mogoče odpeljati, so pogosto preprosto uničili. V mnogih primerih so po ropanju tudi domove požgali, kar je povzročilo ogromno popolno škodo ... Bančni sefi so bili brez izjeme izpraznjeni — celo britanski in ameriški sefi — in kar je bilo najdeno, je bilo odvzeto. 
Po mnenju zgodovinarja Jamesa Marka so spomini o zločinih Rdeče armade na Madžarskem različna.

### Romunija
Sovjetska zveza je storila tudi številne vojne zločine v Romuniji oziroma proti Romunom od začetka okupacije Besarabije in Severne Bukovine leta 1940 pa vse do nemške invazije leta 1941 in kasneje od izgona Nemcev v regijo, vse do leta 1958. Eden primer je bil pokol Fântâna Albă, v katerem so sovjetske obmejne čete in NKVD ubile 44–3.000 Romunov, medtem ko so poskušali pobegniti v Romunijo. Ta dogodek je bil označen kot "romunski Katin".
Še en zloglasni pokol, ki so ga storile sovjetske čete v Romuniji, je bil pokol v Lunci, ko so sovjetske obmejne čete streljale na več romunskih civilistov, ki so poskušali pobegniti čez mejo, pri čemer jih je bilo ubitih 600 ljudi, le 57 jih je uspelo pobegniti, še 44 pa so jih aretirali in jim sodili kot "pripadnike protirevolucionarne organizacije". Od tega jih je bilo 12 obsojenih na smrt, ostali pa na 10 let prisilnega dela in 5 let izgube državljanskih pravic. Družinske člane aretiranih in ustreljenih so kasneje aretirali in poslali v Sibirijo in Srednjo Azijo.
Med okupacijo sta sovjetska vlada in vojska deportirali na tisoče romunskih civilistov iz okupiranih regij v "posebna naselja". Po tajnem poročilu sovjetskega ministrstva za notranje zadeve iz decembra 1965 je bilo v obdobju 1940–1953 iz Moldavske Sovjetske Socialistične republike deportiranih 46.000 ljudi.
Razširjeno je bilo tudi preganjanje religije, sovjetska komunistična vlada je poskušala zatreti vse oblike organizirane vere na svojih okupiranih ozemljih, pogosto je preganjala katoliško, pravoslavno, muslimansko in judovsko cerkev, sovjetska politična policija je aretirala številne duhovnike, druge pa je aretirala in zaslišala sama NKVD. Nato so jih deportirali v notranjost Sovjetske zveze, kjer so jih ubili.
Na tisoče transilvanskih Sasov je bilo pozneje deportiranih od leta 1944 do 1949 pod sovjetsko okupacijo, na stotine ali celo tisoče pa jih je umrlo na poti v taborišča v Sibirijo in Srednjo Azijo, preden so se lahko vrnili v svojo domovino.

### Jugoslavija
Po besedah jugoslovanskega politika Milovana Djilasa se je v Jugoslaviji zgodilo najmanj 121 primerov posilstva, od tega tudi 111 umorov. Dokumentiranih je bilo tudi 1204 primerov ropanja z napadi. Djilas je te ocene opisal kot "komaj nepomembne, če se upošteva, da je Rdeča armada zavzela le severovzhodni del Jugoslavije". To je vznemirjalo jugoslovanske komunistične partizane, ki so se bali, da bi zgodbe o zločinih, ki so jih zagrešili njihovi sovjetski zavezniki, oslabili njihov položaj med jugoslovanskim prebivalstvom.
Djilas je zapisal, da je v odgovor jugoslovanski partizanski vodja Josip Broz Tito poklical šefa sovjetske vojaške misije generala Kornejeva in uradno protestiral. Kljub temu, da je bil povabljen "kot tovariš", je Kornejev besnel nad njimi, ker je ponujal "takšne insinuacije" proti Rdeči armadi. Djilas, ki je bil prisoten na sestanku, se je oglasil in pojasnil, da britanska vojska pri osvobajanju drugih regij Jugoslavije ni nikoli sodelovala v "takšnih ekscesih". General Kornejev je odgovoril z vpitjem: "Najostreje protestiram proti tej žalitvi Rdeče armade, ko jo primerjam z vojskami kapitalističnih držav."
Srečanje s Kornejevim se ni samo "končalo brez rezultatov", temveč je tudi povzročilo, da je Stalin osebno napadel Djilasa med naslednjim obiskom Kremlja. Stalin je v besu obsodil jugoslovansko armado in način upravljanja z njo. Nato je "razburjeno govoril o trpljenju Rdeče armade in grozotah, ki jih je bila prisiljena prenašati, medtem ko se je borila skozi tisoče kilometrov opustošene države." Stalin je dosegel vrhunec z besedami: "In takšno vojsko ni žalil nihče drug kot Djilas! Djilas, od katerega sem najmanj pričakoval kaj takega, človek, ki sem ga tako dobro sprejel! In vojska, ki ni prizanašala krvi zate! Ali Djilas, ki je sam pisatelj, ne ve, kaj sta človeško trpljenje in človeško srce? Ali ne more razumeti, če se vojak, ki je čez kri in ogenj in smrt prehodil na tisoče kilometrov, zabava z žensko oz. si privošči kakšno malenkost?"
Po Djilasovem mnenju je sovjetska zavrnitev obravnave protestov proti vojnim zločinom Rdeče armade v Jugoslaviji razjezila Titovo vlado in je prispevala k kasnejšemu izstopu Jugoslavije iz sovjetskega bloka. 

### Češkoslovaška (1945)
Slovaški komunistični politik Vlado Clementis se je pritožil maršalu Ivanu Konevu nad ravnanjem sovjetskih čet na Češkoslovaškem. Konev je odgovoril, da so to storili predvsem poveljniki Rdeče armade.

### Kitajska
Med invazijo na Mandžurijo so sovjetski in mongolski vojaki napadali in posilili japonske civiliste, ki jih je pogosto spodbujalo lokalno kitajsko prebivalstvo, ki je bilo zamerljivo nad japonsko oblastjo. Lokalno kitajsko prebivalstvo se je včasih celo pridružilo tem napadom na japonsko prebivalstvo s sovjetskimi vojaki. V enem znanem primeru so med pokolom v Gegenmiau sovjetski vojaki, ki jih je spodbujalo lokalno kitajsko prebivalstvo, posilili in pobili več kot tisoč japonskih žensk in otrok. Premoženje Japoncev so oropali tudi sovjetski vojaki in Kitajci. Mnoge Japonke so se poročile z lokalnimi mandžurskimi moškimi, da bi se zaščitile pred preganjanjem sovjetskih vojakov. Te Japonke so se večinoma poročile s Kitajci in postale znane kot "nasedle vojne žene".
Po invaziji na japonsko marionetno državo Mandžukuo (Mandžurija) so Sovjeti zahtevali dragocene japonske materiale in industrijsko opremo v regiji. En tujec je bil priča sovjetskim vojakom, ki so bili prej nameščeni na obrobju Berlinu, ki jim je sovjetska vojska dovolila, da naj gredo v mesto "za tri dni posiljevanja in ropanja". Večine Mukdena ni bilo več. Za njihovo zamenjavo so nato uporabili obsojene vojake; pričalo se je, da so pokradli vse na vidiku, s kladivi razbili kopalne kadi in stranišča, iz ometa izvlekli električno napeljavo, zakurili ogenj na tleh in bodisi zažgali hišo bodisi vsaj veliko lukenj v tleh, in se na splošno obnašali popolnoma kot divjaki.
Po nekaterih britanskih in ameriških virih so Sovjeti uvedli politiko plenjenja in posilstva civilistov v Mandžuriji. V Harbinu so Kitajci objavili slogane, kot so "Dol z rdečim imperializmom!" Sovjetske sile so se soočile z nekaj protesti voditeljev kitajske komunistične partije proti ropanju in posilstvu, ki so jih zagrešile čete v Mandžuriji. Bilo je več primerov, ko so kitajske policijske sile v Mandžuriji aretirale ali celo ubile sovjetske čete zaradi različnih zločinov, kar je povzročilo nekaj konfliktov med sovjetskimi in kitajskimi oblastmi v Mandžuriji.
Ruski zgodovinar Konstantin Asmolov trdi, da so takšni zahodni prikazi sovjetskega nasilja nad civilisti na Daljnem vzhodu pretiravanje izoliranih incidentov in dokumenti tistega časa ne podpirajo trditev o množičnih zločinih. Asmolov tudi trdi, da so Sovjeti, za razliko od Nemcev in Japoncev, zaradi takšnih dejanj preganjali svoje vojake in častnike. Dejansko so bila posilstva, storjenega na Daljnem vzhodu, veliko manjša od števila incidentov, ki so jih storili sovjetski vojaki v Evropi.

### Japonska
Sovjetska vojska je storila zločine nad japonskim civilnim prebivalstvom in predala vojaško osebje v zaključnih fazah druge svetovne vojne med napadi na Sahalin in Kurilske otoke.
10. avgusta 1945 so sovjetske sile izvedle ostro pomorsko bombardiranje in topniške napade na civiliste, ki so čakali na evakuacijo, in na japonske objekte v Maoki. Ti napadi so ubili skoraj 1000 civilistov.
Med evakuacijo Kurilov in Karafuta so civilne konvoje napadle sovjetske podmornice v zalivu Aniva. Sovjetski podmornici razreda Leninets L-12 in L-19 sta 22. avgusta potopili dve japonski ladji za prevoz beguncev Ogasawara Maru in Taito Maru, hkrati pa poškodovali ladjo Shinko Maru, 7 dni po tem, ko je japonski cesar Hirohito napovedal brezpogojno predajo Japonske. Ubitih je bilo več kot 2400 civilistov.

### Ravnanje z vojnimi ujetniki
Čeprav Sovjetska zveza ni uradno podpisala Haaške konvencije, je menila, da jo zavezujejo določbe konvencije.
Med drugo svetovno vojno je urad Wehrmachta za vojne zločine zbiral in preiskoval poročila o zločinih proti ujetnikom osi. Kubansko-ameriški pisatelj Alfred de Zayas je dejal: "V celotnem času ruske kampanje se poročila o mučenju in umorih nemških ujetnikov niso prenehala širiti. Urad za vojne zločine je imel pet glavnih virov informacij: (1) zajete sovražnikove dokumente, zlasti ukaze, poročila o operacijah in propagandni letaki; (2) prestrežena radijska in brezžična sporočila; (3) pričevanja sovjetskih vojnih ujetnikov; (4) pričevanja ujetih Nemcev, ki so pobegnili; in (5) pričevanja Nemcev, ki so videli trupla ali pohabljena trupla usmrčenih vojnih ujetnikov. Od leta 1941 do 1945 je bilo zbranih več tisoč izjav, poročil in najdenih dokumentov, ki, če nič drugega, kažejo, da je bil poboj nemških vojnih ujetnikov ob ujetju ali kmalu po njihovem zaslišanju. Dokumenti, ki se nanašajo na vojno v Franciji, Italiji in Severni Afriki, vsebujejo nekaj poročil o namernem pobijanju nemških vojnih ujetnikov, vendar z dogodkom to ni mogoče primerjati na vzhodni fronti."
V poročilu iz novembra 1941 je urad Wehrmachta za vojne zločine obtožil Rdečo armado, da izvaja "teroristično politiko... proti nemočnim nemškim vojakom, ki so padli v njene roke, in proti pripadnikom nemškega zdravniškega zbora. Hkrati ...uporabila je naslednja zločinska sredstva: v ukazu Rdeče armade, ki ga je odobril Svet ljudskih komisarjev z dne 1. julija 1941, so javno objavljene norme mednarodnega prava. Sledili naj bi haaški predpisi o kopenskem vojskovanju ... Ta ... Ruski ukaz je bil verjetno zelo malo razširjen in ga zagotovo sploh niso upoštevali. Sicer ne bi prišlo do neopisljivih zločinov."
Glede na izjave so sovjetske poboje nemških, italijanskih, španskih in drugih ujetnikov sil osi pogosto spodbujali komisarji enot, ki so trdili, da delujejo po ukazih Stalina in njegovih sodelavcev. Drugi dokazi so utrdili prepričanje Urada za vojne zločine, da je Stalin tajno ukazal poboj vojnih ujetnikov.
Pozimi 1941–1942 je Rdeča armada vsak mesec ujela približno 10.000 nemških vojakov, vendar je stopnja umrljivosti postala tako visoka, da se je absolutno število ujetnikov zmanjšalo (ali birokratsko zmanjšalo).
Sovjetski viri navajajo 474.967 od 2.652.672 smrti nemških oboroženih sil, ujetih v vojni. Dr. Rüdiger Overmans meni, da se zdi povsem verjetno, čeprav ni dokazljivo, da je na seznamu dodatno nemško vojaško osebje, ker so pogrešani dejansko umrli v sovjetskem priporu kot ujetniki, zaradi česar je ocena dejanskega števila smrtnih žrtev nemških ujetnikov v Sovjetski zvezi približno 1,0 milijona.

### Pokol v Feodosiji
Sovjetski vojaki so se le redko trudili nuditi zdravniško oskrbo ranjenim nemškim ujetnikom. Posebej znan primer se je zgodil po tem, ko so sovjetske sile 29. decembra 1942 za kratek čas ponovno zavzele krimsko mesto Feodosijo. Umikajoči se Wehrmacht je pustil 160 ranjenih vojakov v vojaških bolnišnicah. Potem, ko so Nemci ponovno zavzeli Feodosijo, se je izvedelo, da so vsakega ranjenega vojaka pobili pripadniki Rdeče armade, sovjetske mornarice in NKVD. Nekateri so bili ustreljeni v bolnišničnih posteljah, druge so večkrat pretepli do smrti, za tretje pa je bilo ugotovljeno, da so jih vrgli z bolnišničnih oken, preden so jih večkrat polili z ledeno vodo, dokler niso umrli zaradi podhladitve.

### Pokol v Grischinu
Pokol v Grischinu je storila oklepna divizija Rdeče armade februarja 1943 v vzhodnih ukrajinskih mestih Krasnoarmeyskoye, Postyschevo in Grischino. Wehrmacht Untersuchungsstelle, znan tudi kot WuSt (Wehrmachtev kazenski preiskovalni organ), je objavil, da je bilo med žrtvami 406 vojakov Wehrmachta, 58 članov Organizacije Todt (vključno z dvema danskima državljanoma), 89 italijanskih vojakov, 9 romunskih vojakov, 4 madžarski vojaki, 15 nemških civilnih uradnikov, 7 nemških civilnih delavcev in 8 ukrajinskih prostovoljcev. 
Naselja je v noči z 10. na 11. februar 1943 prevzel sovjetski 4. gardijski tankovski korpus. Po ponovni osvojitvi z strani 5. SS tankovske divizije Wiking s podporo 333. pehotne divizije in 7. tankovske divizije 18. februarja 1943 so vojaki Wehrmachta odkrili številne posmrtne ostanke. Veliko trupel je bilo grozovito pohabljenih, žrtvam so bila odrezana ušesa in nosovi, spolni organi pa so bili amputirani in porinjeni žrtvam v usta. Nekaterim medicinskim sestram so bile odrezane prsi, ženske pa so bile brutalno posiljene. Nemški vojaški sodnik, ki je bil na kraju dogodka, je v intervjuju v sedemdesetih letih prejšnjega stoletja izjavil, da je videl žensko truplo z razprtimi nogami in metlo, zabodeno v njen hrbet. V kleti glavne železniške postaje so okoli 120 Nemcev zaprli v veliko skladišče in jih nato brutalno pomorili z mitraljezi.

## Po drugi svetovni vojni
Nekateri nemški vojni ujetniki so bili kmalu po vojni izpuščeni. Mnogi drugi pa so ostali v gulagih še dolgo po predaji nacistične Nemčije. Med najbolj znanimi nemškimi ujetniki, ki so umrli v sovjetskem ujetništvu, je bil poveljnik Wilm Hosenfeld, ki je leta 1952 umrl zaradi poškodb, najverjetneje zaradi mučenja, v koncentracijskem taborišču blizu Stalingrada. Leta 2009 je Izrael poveljnika Hosenfelda posmrtno odlikoval, zaradi vloge pri reševanju judov med holokavstom. Podobna je bila usoda švedskega diplomata in operativca OSS Raoula Wallenberga. 
Po vojni so se v Sovjetski zvezi nadaljevale aretacije in pošiljanja ljudi v Gulage v Sibiriji na prisilno delo. 

## Od konca druge svetovne vojne naprej

### Madžarska revolucija (1956)
Leta 1957 je Poročilo Združenih narodov Posebnega odbora o problemu na Madžarskem zapisalo: "Sovjetski tanki so nenehno streljali na vsako stavbo, iz katere so verjeli, da je primerna za napad." Komisija ZN je prejela številna poročila o sovjetskih napadih in sprožiti streliva na naseljene četrti v delu mesta Buda, kljub temu da ni bilo razglašeno za območje napada, in "naključno streljanje na nedolžne mimoidoče."

### Češkoslovaška 1968
Med invazijo Varšavskega pakta na Češkoslovaško je bilo ubitih 72 Čehov in 19 Slovakov, 266 jih je bilo huje ranjenih in še 436 lažje ranjenih.

### Afganistan (1979—1989)
Znanstveniki Mohammad Kakar, W. Michael Reisman in Charles Norchi menijo, da je bila Sovjetska zveza kriva za genocid v Afganistanu. Sovjetska vojska je ubila veliko število Afganistancev, da bi zatrla njihov odpor. Sovjetske sile in njihovi pooblaščenci so ubili do 2 milijona Afganistancev. V enem večjem incidentu je sovjetska vojska poleti 1980 storila številne množične poboje civilistov. Eden od pomembnih vojnih zločinov je bil pokol v Laghmanu aprila 1985 v vaseh Kas-Aziz-Khan, Charbagh, Bala Bagh, Sabzabad, Mamdrawer, Haider Khan in Pul-i-Joghi v provinci Laghman. Ubitih je bilo najmanj 500 civilistov. V pokolu Kulchabat, Bala Karz in Mushkizi 12. oktobra 1983 je sovjetska vojska zbrala 360 ljudi na vaškem trgu in jih ustrelila, med njimi 20 deklet in več kot ducat starejših ljudi. Raziskana sta bila tudi pokol Rauzdi in pokol Padkhwab-e Shana.
Da bi mudžahide ločili od lokalnega prebivalstva in odpravila njihovo podporo, je sovjetska vojska ubijala in pregnala civiliste ter s taktiko požiganja zemlje preprečila njihovo vrnitev. Po vsej državi so nastavljali pasti ter postavljali mine in kemične snovi. Sovjetska vojska je zločinsko ubijala borce in neborce, da bi zagotovila podreditev lokalnega prebivalstva. Province Nangarhar, Ghazni, Lagham, Kunar, Zabul, Qandahar, Badakhshan, Lowgar, Paktia in Paktika so bile priča obsežnim programom depopulacije sovjetskih sil. Sovjetske sile so afganistanske ženske ugrabile s helikopterji med letenjem v državi v iskanju mudžahidov. Novembra 1980 so se v različnih delih države, vključno z Laghmanom in Kamo, zgodili številni takšni incidenti. Sovjetski vojaki in agenti KhAD so ugrabili mlade ženske iz mesta Kabul in območij Darul Aman in Khair Khana, blizu sovjetskih garnizonov, da bi jih posilili. Ženske, ki so jih sovjetski vojaki vzeli in posilili, so njihove družine štele za "osramočene", če so se vrnile domov. Dezerterji iz sovjetske armade so leta 1984 tudi potrdili grozodejstva sovjetskih čet nad afganistanskimi ženskami in otroci ter navedli, da so bile afganistanske ženske posiljene. Posilstvo afganistanskih žensk s strani sovjetskih čet je bilo običajno in 11,8 odstotka sovjetskih vojnih zločincev v Afganistanu je bilo spoznanih za krive zaradi posilstva ter bilo obsojenih na različne kazni, najpogosteje na dosmrtno ječo. V Sovjetski zvezi je prišlo do ogorčenja proti tisku, ker so ruske "vojne heroje" opisovali kot "morilce", "agresorje", "posiljevalce" in "odvisnike".

### Pritisk v Azerbajdžanu (1988–1991)
Črni januar (azerbajdžansko Qara Yanvar), znan tudi kot črna sobota ali januarski pokol, je bil dogodek, v katerem so sovjeti izvedli nasilno zatrtje v Bakuju 19.–20. januarja 1990 v skladu z izrednim stanjem med razpadom Sovjetske zveze. 
V resoluciji z dne 22. januarja 1990 je Vrhovni sovjet Azerbajdžanske socialistične republike razglasil, da je odlok predsedstva Vrhovnega sovjeta ZSSR z dne 19. januarja, ki je bil uporabljen za uvedbo izrednih razmer v Bakuju in napotitev vojske, agresivno dejanje. Črni januar je povezan s ponovno ustanovitvijo Azerbajdžanske republike. To je bila ena od priložnosti v času glasnosti in perestrojke, ko je Sovjetska zveza sprožila silo proti disidentom. 

## Sojenje za vojne zločine in kazenski pregon
Leta 1995 je latvijsko sodišče nekdanjega poveljnika sovjetske tajne policije KGB Alfonsa Noviksa obsodilo na dosmrtno zaporno kazen zaradi izvedenega genocida in zaradi prisilnih deportacij v času druge svetovne vojne.
Leta 2003 sta bila estonec Augusto Kolk, in Rus Petr Kislyiy (rojen 1921) zaradi zločinov proti človeštvu obsojena na osem let zaporne kazni. Spoznali so ju za krive, zaradi deportacije Estoncev leta 1949. Kolk in Kislyiy sta vložila pritožbo na Evropsko sodišče za človekove pravice, češ da je takrat veljal Kazenski zakonik Ruske Sovjetske Federativne Socialistične republike (SFSR) iz leta 1946, ki je veljal tudi v Estoniji in da omenjeni zakonik ni predvideval kaznovanja zločinov proti človeštvu. Njihova pritožba je bila zavrnjena, saj je sodišče ugotovilo, da je Resolucija 95 Generalne skupščine Združenih narodov, sprejeta 11. decembra 1946, potrdila deportacije civilistov kot zločin proti človeštvu po mednarodnem pravu.
Leta 2004 je latvijsko vrhovno sodišče Vasilija Kononova, sovjetskega partizana med drugo svetovno vojno, spoznalo za krivega zaradi umora treh žensk, od katerih je bila ena noseča ter ga označilo za vojnega zločinca. Je edini nekdanji sovjetski partizan, obsojen za zločine proti človeštvu.
27. marca 2019 je Litva zaprla 67 nekdanjih sovjetskih vojaških uradnikov KGB-ja, ki so bili obsojeni na 14 let zaporne kazni zaradi zatiranja litovskih civilistov januarja 1991. Ob izreku obsodbe sta bila prisotna le Jurij Mel, nekdanji sovjetski tankovski častnik, in Genady Ivanov, nekdanji sovjetski častnik za strelivo, drugi pa so bili obsojeni v odsotnosti in se danes skrivajo v Rusiji.